# Dimie Cat
Dimie Cat (Lyon, 1984. október 28. –) francia énekesnő, dalszerző.

## Pályafutása
2007-ben összehozta a sors Franck Rougier francia producerrel. Együtt készítették el az énekesnő két albumát: Pin Me Up és ZigZag.
Létrehozták saját lemezkiadójukat (Dream'up). Az énekesnő dzsesszes, szvinges  stílusa a 40-50-es évek énekstílusának egyfajta keveréke mai modern ütemekkel és hangokkal. Általában munkamódszerük az, hogy Franck Rougier otthon komponál, majd Dimie Cat megírja a szövegeket.
Dimie 2014-et követően eltűnt a nyilvánosság elől, és az interneten sincs róla frissített információ.

## Albumok
- 2009: Pin Me Up
- 2012: ZigZag
- 2014: Once Upon a Dream

Kislemezek
- 2009: Post-it
- 2010: Glam
- 2010: Christmas Tea
- 2012: Ping Pong
- 2013: La voiture
- 2013: AAA
- 2013: AAA remixes
- 2013: Le poulpe
- 2013: Montagne russe